# Prinzenstraße
Prinzenstraße är en tunnelbanestation i Berlins tunnelbana. Prinzenstraße finns på linjerna U1 och U3.
Stationen befinner sig där Prinzenstraße korsar Landwehrkanal. Gatan och stationen är uppkallade efter Prins Wilhelm av Tyskland. 
Statonen öppnade 1902 tillsammans med Berlins första tunnelbanelinje. Den reparerades efter andra världskriget. 1989-1991 byggdes stationen om och går delvis i postmodern stil.

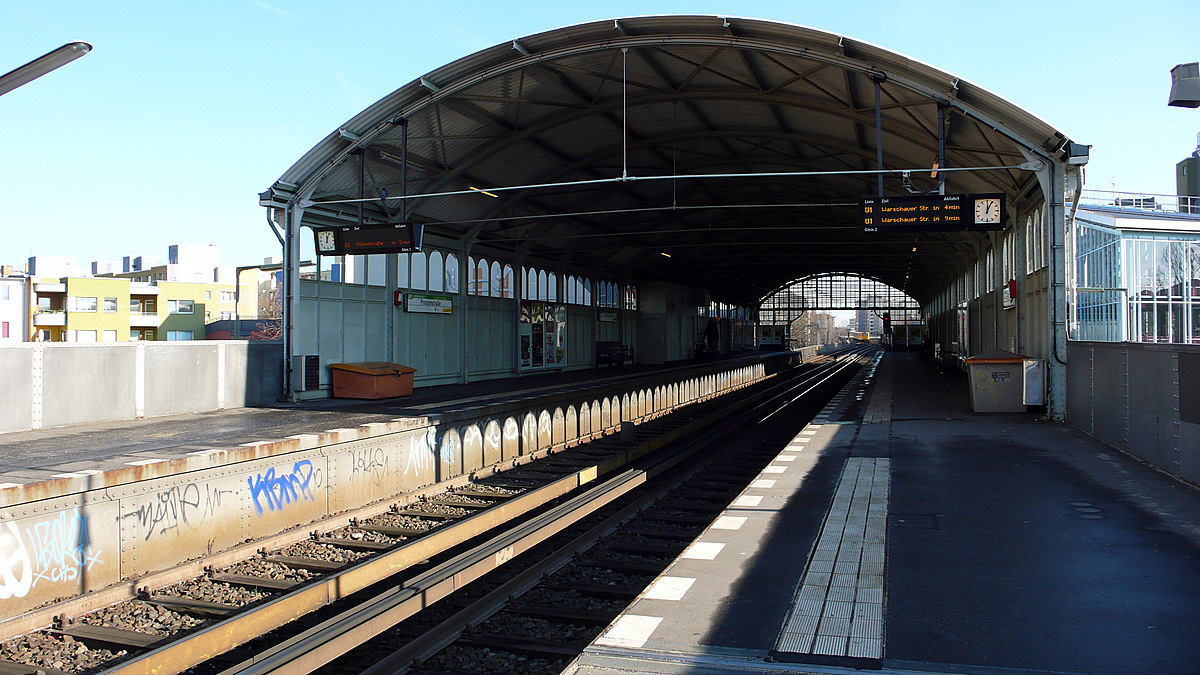
Perrongen
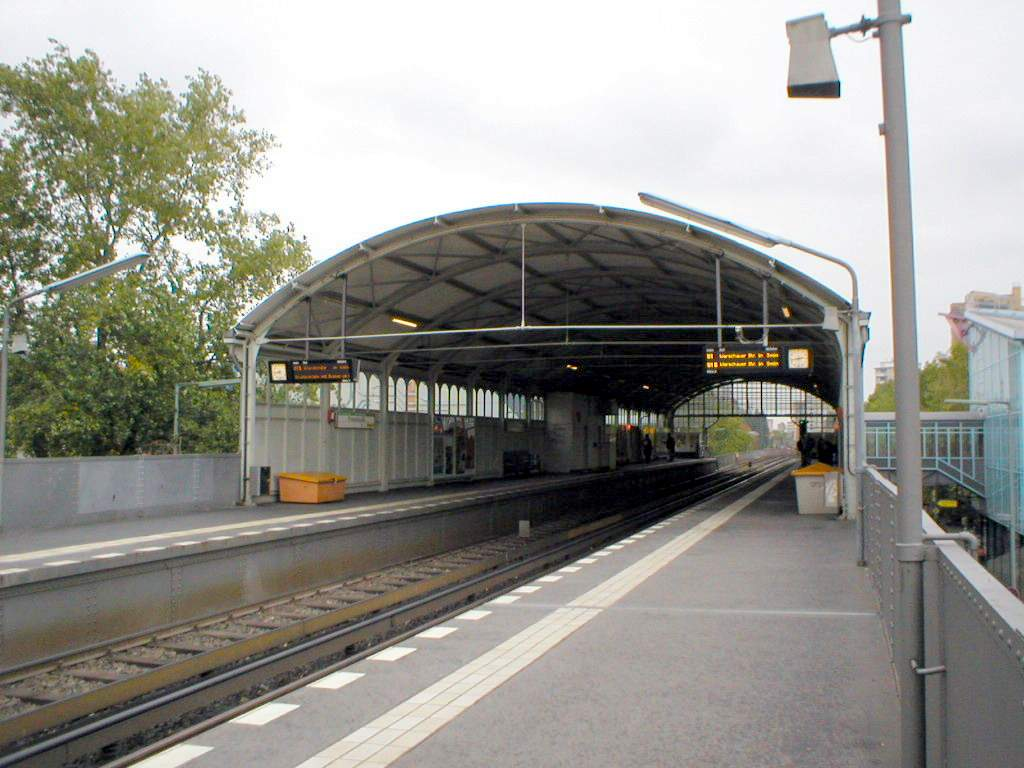
Perrongen
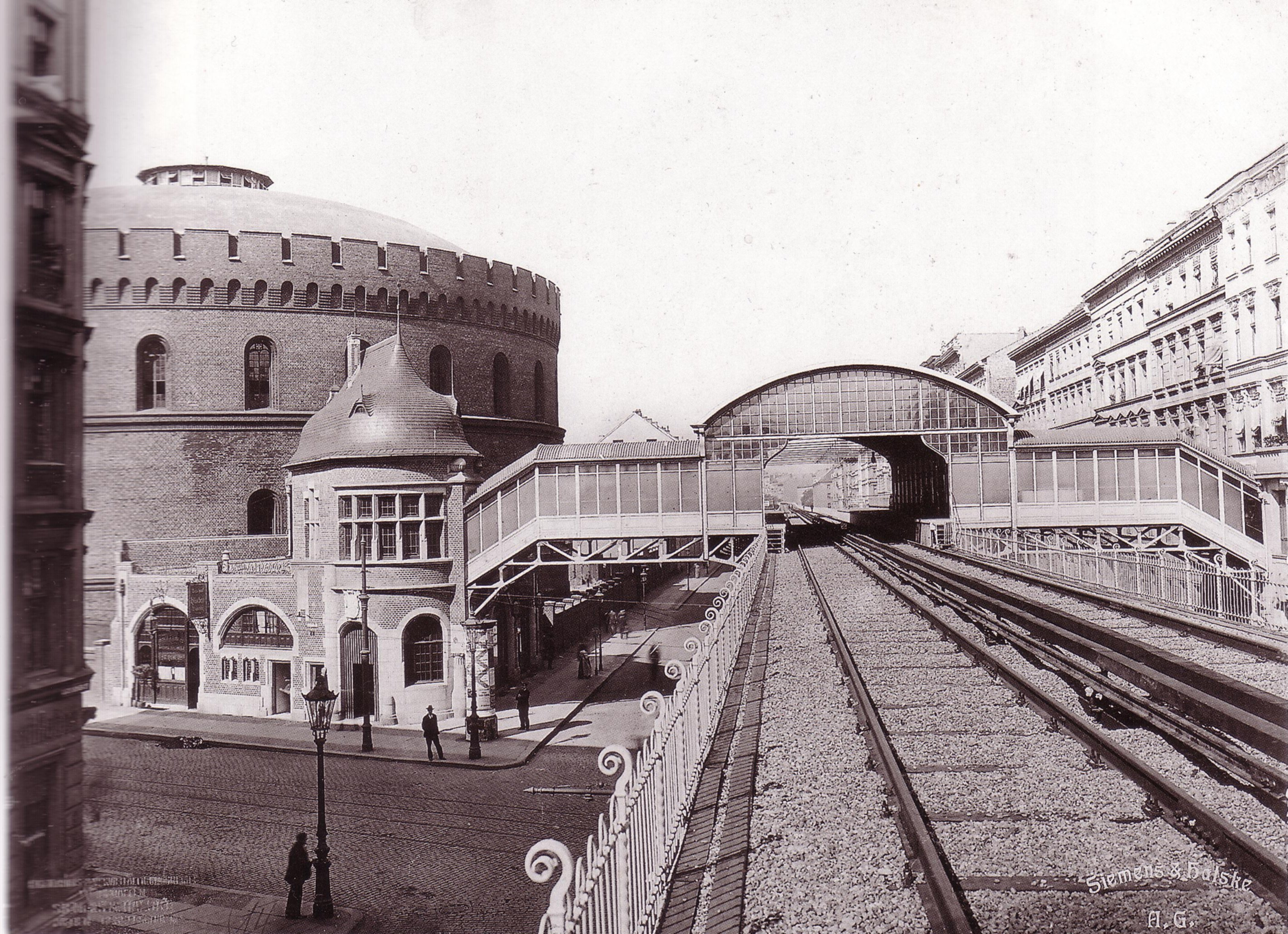
Prinzenstraße år 1900
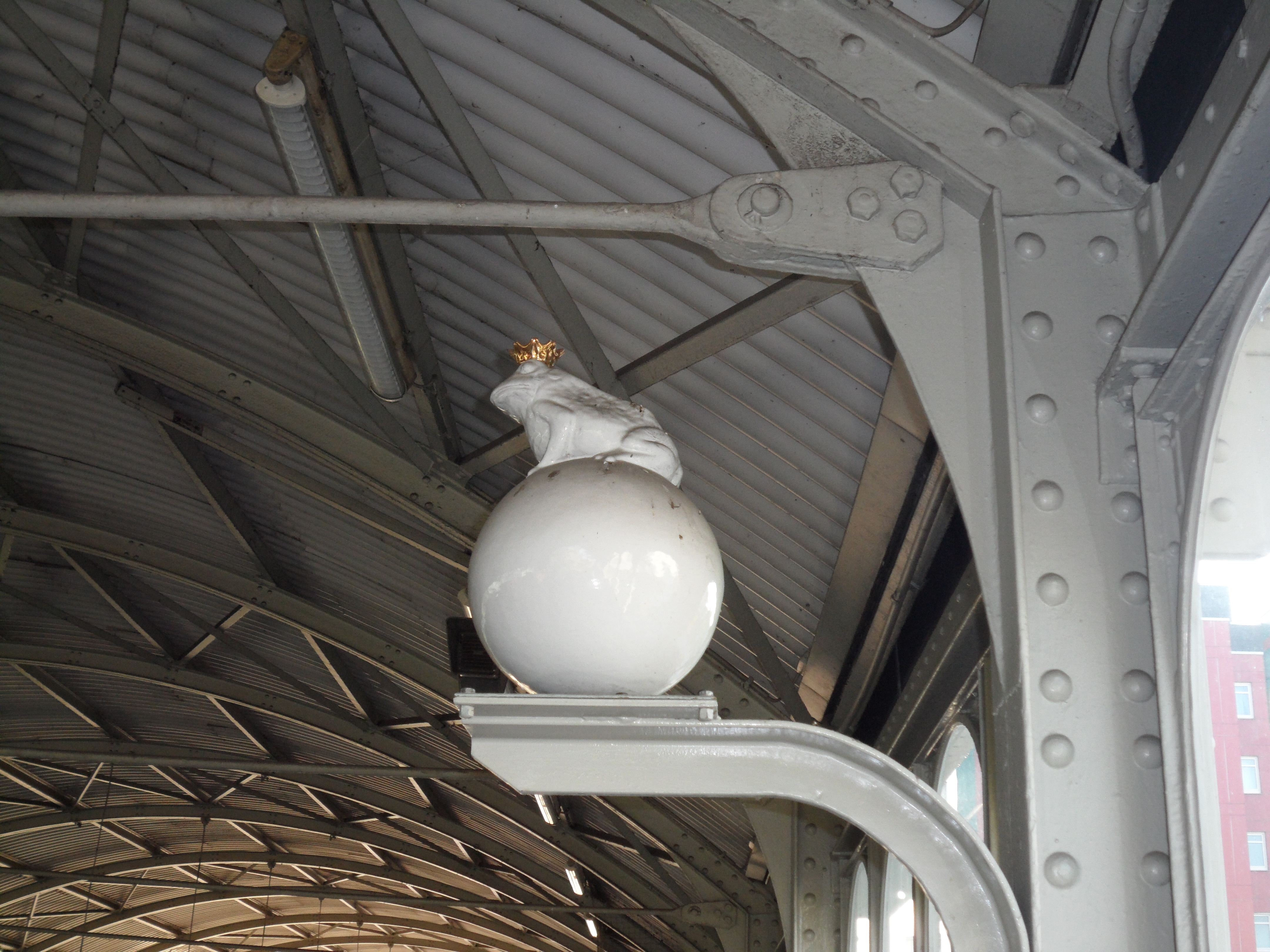
Groda på stationen